# Сёстры Миссионерки Непорочной Марии и Святой Екатерины Сиенской
Сёстры Миссионерки Непорочной Марии и Святой Еватерины Сиенской или Миссионерки Матери Лауры (исп. Hermanas Misioneras de María Inmaculada y Santa Catalina de Sena, исп. Misioneras de la Madre Laura, MML) — женская монашеская конгрегация понтификального права, которую основала святая Лаура Святой Екатерины Сиенской.

## История
Весной 1914 года молодая учительница начальных классов Мария Лаура Монтойя-и-Упеги женскую группу под названием "«Missionarie catechiste degli indios», целью которой была миссионерская работа среди колумбийских индейцев. 5 мая 1914 года Марий Лаура вместе с четырьмя женщинами отправилась в колумбийские джунгли в район залива Ураба, чтобы там работать среди индейцев куна.
16 ноября 1916 года епископ епархии Санта-Фе де Антиокья поддержал инициативу Марии Лауры Монтойя-и-Упеги и присвоил монашеской общине статус епархиального права. 23 мая 1953 года Святой Престол учредил Устав монашеской конгрегации и в 1968 году окончательно утвердил её деятельность.
12 мая 2013 года Римский папа Франциск причислил основательницу конгрегации к лику святых.

## В настоящее время
В настоящее время Сёстры Миссионерки Непорочной Марии и Святой Екатерины Сиенской миссионерской деятельностью.
Генеральный монашеский дом конгрегации находится в Медельине. Монашеские общины конгрегации действуют в Боливии, Бразилии, Колумбии, Коста-Рике, Доминиканской Республике, Гватемале, Гаити, Гондурасе, Эквадоре, Мексике, Перу, Панаме, Венесуэле, Конго, Анголе, Италии и Испании.
На 31 декабря 2005 года в конгрегации было 913 сестёр в 159 монашеских общинах.

## Источник
- Annuario Pontificio per l’anno 2007, Libreria Editrice Vaticana, Città del Vaticano, 2007, стр. 1626, ISBN 978-88-209-7908-9.
- Guerrino Pelliccia e Giancarlo Rocca (curr.), Dizionario degli Istituti di Perfezione (10 voll.), Edizioni paoline, Milano 1974—2003.